# Шамотул, Викентий

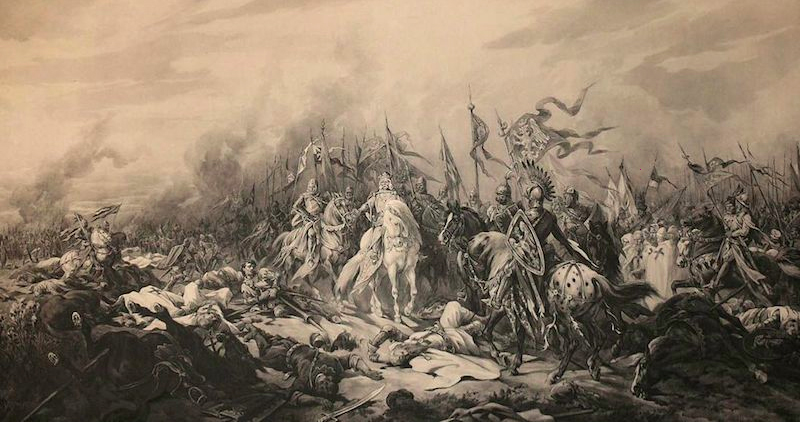
Битва под Пловцами в 1331 г.

Викентий Шамотул или Винцент Шамотульский (пол. Wincenty z Szamotuł; ? — 24 июня 1332) — польский шляхтич герба Наленч, государственный, дипломатический и военный деятель, генеральный староста Королевства Польского (1329—1331), познанский воевода (1328—1332).
В 1329 году по приказу короля Владислава Локетка заключил перемирие с Бранденбургом, продлившееся до 1332 года.
Принимал участие в войне с тевтонскими рыцарями, сражался с крестоносцами в битве при Конине и в битве при Пыздрах, участвовал 27 сентября 1331 года в битве под Пловцами, как командующий авангардом армии Владислава Локетка.
По традиции, которую ещё в XIX веке историки считали достоверной, этот польский магнат изменил королю Владиславу Локетку, перейдя на сторону Тевтонского ордена, с которым польский король воевал; затем, раскаявшись, напал на орденское войско в битве при Пловцах (1331), вследствие чего оно было разбито наголову королём. Эти данные историография опровергает, но вместе с тем поднимает вопрос о том, не находился ли Винцент Шамотульский в изменнических сношениях с маркграфом бранденбургским.